# Patrick Banda
Patrick Banda (Lusaka, 28 gennaio 1974 – Oceano Atlantico, 27 aprile 1993) è stato un calciatore zambiano, di ruolo attaccante.

## Carriera

### Nazionale
Rappresentò la Nazionale zambiana tra il 1991 e il 1993.

## Morte
Perì, assieme ai compagni di nazionale, il 27 aprile 1993, coinvolto nel celebre disastro aereo dello Zambia.